# Colniza
Colniza, amtlich portugiesisch Município de Colniza, ist eine Gemeinde im Nordwesten des brasilianischen Bundesstaats Mato Grosso. Es entstand aus einem Landsiedlungsprojekt 1998 und besitzt eine große Gemeindefläche von rund 27.946,1 km². Die Bevölkerung wurde zum 1. Juli 2019 auf 38.582 Bewohner geschätzt, die Colnizenser (colnizenses) genannt werden. Die eigentliche Stadt Cidade de Colniza verwaltet ein Gebiet in der Größe von Brandenburg, rechnerisch ergibt sich eine Bevölkerungsdichte von 0,9 Einwohner pro km². Sie grenzt im Norden an den Bundesstaat Amazonas und im Westen an Rondônia. Die Entfernung zur Hauptstadt Cuiabá beträgt 1065 km. Statistisch steht sie an 23. Stelle der 141 Munizips des Bundesstaates. Ein Großteil der Wirtschaft basiert auf der Holzwirtschaft, Colniza zeigt die größte Entwaldungsfläche des Regenwaldes.
Sie ist berüchtigt durch eine der höchsten Mordraten in Mato Grosso und Massaker an der Bevölkerung wie dem Massaker von Colniza von 2017.

## Geographie
Umliegende Gemeinden sind Cotriguaçu, Aripuanã, Rondolândia, Apuí sowie Novo Aripuanã (Bundesstaat Amazonas) und Machadinho d’Oeste (Rondônia).
Das Biom ist der Amazonas-Regenwald (Amazônia), das Klima ist tropisch, Aw nach der Klimaklassifikation nach Köppen und Geiger. Die Durchschnittstemperatur ist 25,5 °C. Die durchschnittliche Niederschlagsmenge liegt bei 2049 mm im Jahr.
Durch das Gemeindegebiet fließen die zum Amazonasbecken gehörenden wichtigeren Rio Canamã, Rio Aripuanã, Rio Salvação, Rio Guariba, Rio Água Branca, Rio Roosevelt und der Rio Madeirinha.
Es beinhaltet auch einige Naturschutzgebiete wie den Staatspark Parque Estadual Igarapés do Juruena und Indigenenterritorien wie Terra Indígena Kawahiva do Rio Pardo.

## Bevölkerungsentwicklung
| Jahr | Einwohner | Stadt  | Land   |
| --- | --------- | ------ | ------ |
| 1991 |           |        | 2.190  |
| 2000 | 10.270    | 3.850  | 6.420  |
| 2010 | 26.381    | 14.987 | 11.394 |
| 2019 | 38.582    | ?      | ?      |
| Hier fehlt eine Grafik, die leider im Moment aus technischen Gründen nicht angezeigt werden kann. Wir arbeiten daran! |           |        |        |